# Oriol Garcia i Quera
Oriol Garcia i Quera   (Barcelona, agost 1967) és un dibuixant i guionista especialitzat en còmic de temàtica històrica, particularment de personatges i episodis de la història de Catalunya.
Comença a publicar el 1987 a la revista Cavall Fort. Els anys noranta dibuixa per a l'Editorial Signament la col·lecció de còmics Temps d'espases, amb guions de l'historiador Xavier Escura.
El seu rigor a l'hora de documentar-se l'ha portat a participar en diversos projectes museogràfics com l'exposició permanent del Museu d'Història de Catalunya, el parc arqueològic de les mines de Gavà o el Centre Arqueològic de l'Almoina de València. Al Saló del Còmic de Barcelona 2007 es va poder veure l'exposició Historieta de Catalunya, formada en gran part per pàgines de diferents àlbums seus.
Vinculat al món de la docència, forma part del professorat de l'Escola de Còmic Joso des de 1989 i col·labora amb el Departament d'Ensenyament i el Consorci d'Educació de Barcelona, on desenvolupa el programa “Un còmic amb història” per a alumnes de secundària.
Oriol Garcia Quera treu partit dels recursos narratius i dramàtics que ofereix el còmic i situa en la trama històrica els elements de ficció necessaris per crear tensió argumental. Pel que fa al seu treball gràfic, té molta cura en la composició de la pàgina, que treballa amb tècniques manuals, i posa un estil realista i ple de detalls al servei de la reconstrucció històrica.

## Còmic històric
Amb el propòsit d'oferir còmics que popularitzin amb rigor la història de Catalunya, l'any 2003 publica Rocaguinarda (CIM, 2003). Amb aquesta obra l'autor és guardonat amb el Premi Crítica Serra d'Or de Literatura Infantil i Juvenil del 2004. Els còmics El desafiament de Bordeus (Cavall Fort, 1998), Fa mil anys... (Diari de Sant Cugat, 2002) i Hug Roger III (Consell Cultural de les Valls d'Àneu, 2004) són recopilades en l'àlbum Trilogia Medieval (CIM, 2006).
L'àlbum Barcelona 1714: L'Onze de setembre (Casals, 2002) és l'inici d'una nova sèrie de còmics històrics. Aquesta obra recrea el setge de Barcelona i l'atac final sobre la ciutat que va tenir lloc l'11 de setembre de 1714, el final es recorda anualment amb la Diada nacional de Catalunya. Aquest còmic també es va incloure com a regal amb la revista Sàpiens (núm. 60, setembre de 2007), en un número especial per celebrar el cinquè aniversari d'aquesta revista sobre la història en català que va ser anunciat a la televisió pel canal TVC, i es va convertir en un els pocs còmics que han estat anunciats a la televisió. Corpus 1640: la revolta dels segadors narra la revolta dels segadors que va donar origen a l'himne de Catalunya.
L'any 2013 publica Barcelona 1706-1714. Dietari d'un adroguer, una narració il·lustrada que recrea, en primera persona, la vida quotidiana d'un barceloní durant els anys anteriors a la derrota de l'11 de setembre de 1714.
El 2015 inicia la col·lecció «Traç del Temps» (Rafael Dalmau, editor) amb el còmic Terra de frontera. Olèrdola 1058. A continuació es remunta fins a la Segona Guerra Púnica i publica Cessetans. Entre Roma i Cartago. Dins d'aquesta mateixa col·lecció ha dibuixat Pompeu Fabra. L'aventura de la llengua, còmic que s'emmarca dins de les publicacions en commemoració dels 150 anys del naixement del lingüista.
L'any 2024 es podien trobar a les llibreries francobelgues sis versions en francès dels seus àlbums.

## Obra
- L'Exèrcit Errant (1993), Gorja Mortal (1994), L'Amenaça Sarraïna (1995) i Revenja (1996). Amb guions de Xavier Escura
- Barcelona 1714. L'Onze de setembre (2002)
- Rocaguinarda. (2003)
- Hug Roger III, un rebel indomable (2004), amb guió de Núria Garcia Quera
- Corpus 1640: La revolta dels segadors (2004)
- Guifré 897. L'origen de la nació (2006)
- Trilogia Medieval (2006), amb guions de Xavier Escura, Oriol Garcia Quera i Núria Garcia Quera
- Pallars 1487. El darrer comtat (2008), amb guió de Núria Garcia Quera
- Mallorca 1229. Jaume el Conqueridor (2010)
- Barcelona 1706-1714. Dietari d'un adroguer (2013)
- Feudals (publicada a la revista Cavall Fort al llarg de 2014)
- Miquelets. Bages 1714 (2014)
- Terra de frontera. Olèrdola 1058 (2015)
- Cessetans. Entre Roma i Cartago (2017)
- Pompeu Fabra. L'aventura de la llengua (2017), amb guió i textos de Gemma Pauné
- Carlins 1838. Guerra i fam (2019)
- Bruixes 1617. L'any del diluvi (2020)[15]
- Feudals. Castellet no s'enfonsa (2022)
- Cartago Vetus. La ciutat perduda (2023)